# Strada statale 719 Prato-Pistoia
La strada statale 719 Prato-Pistoia (SS 719) è una strada statale italiana; in precedenza si trattava di un itinerario esteso su strade provinciali delle tre province attraversate.
Si presenta come una strada a unica carreggiata e due corsie per gran parte del suo percorso eccetto nel tratto di attraversamento della città di Prato, dove ha quasi per tutta l'estensione caratteristiche di superstrada a carreggiata doppia, con due corsie per ogni senso di marcia, senza corsia di emergenza, ed è nota come "declassata" in quanto precedentemente tratto autostradale poi ridotto ad arteria urbana di scorrimento.